# 剪影 (攝影)

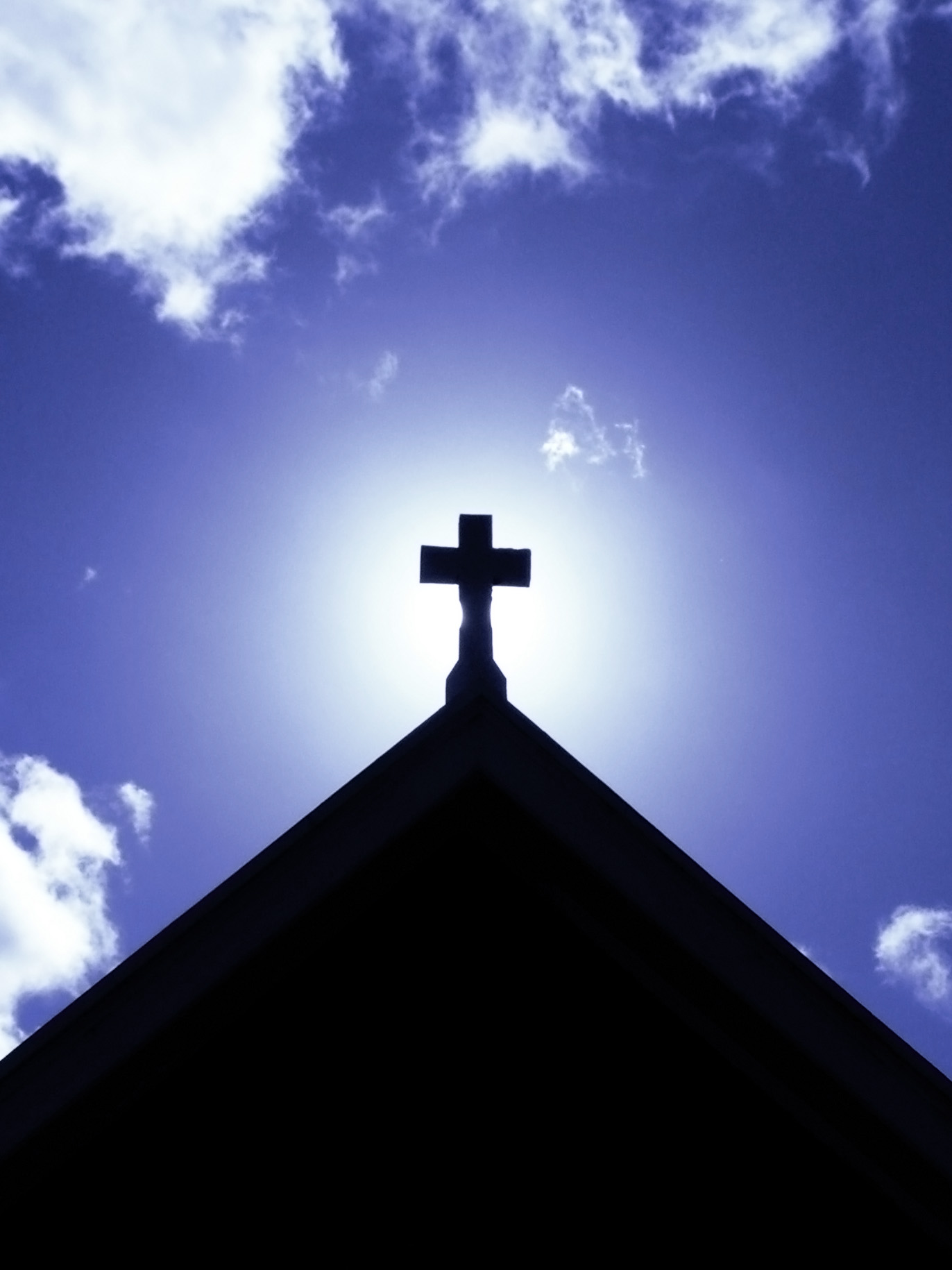
剪影照片

剪影（法語：意思為逆光、背光）或稱逆光拍攝，一種攝影技巧，即利用逆光造成的亮度及黑暗之間強烈對比，讓主體呈現出黑暗的輪廓，形成剪影，以有別於一般讓主體清晰可見的照片。

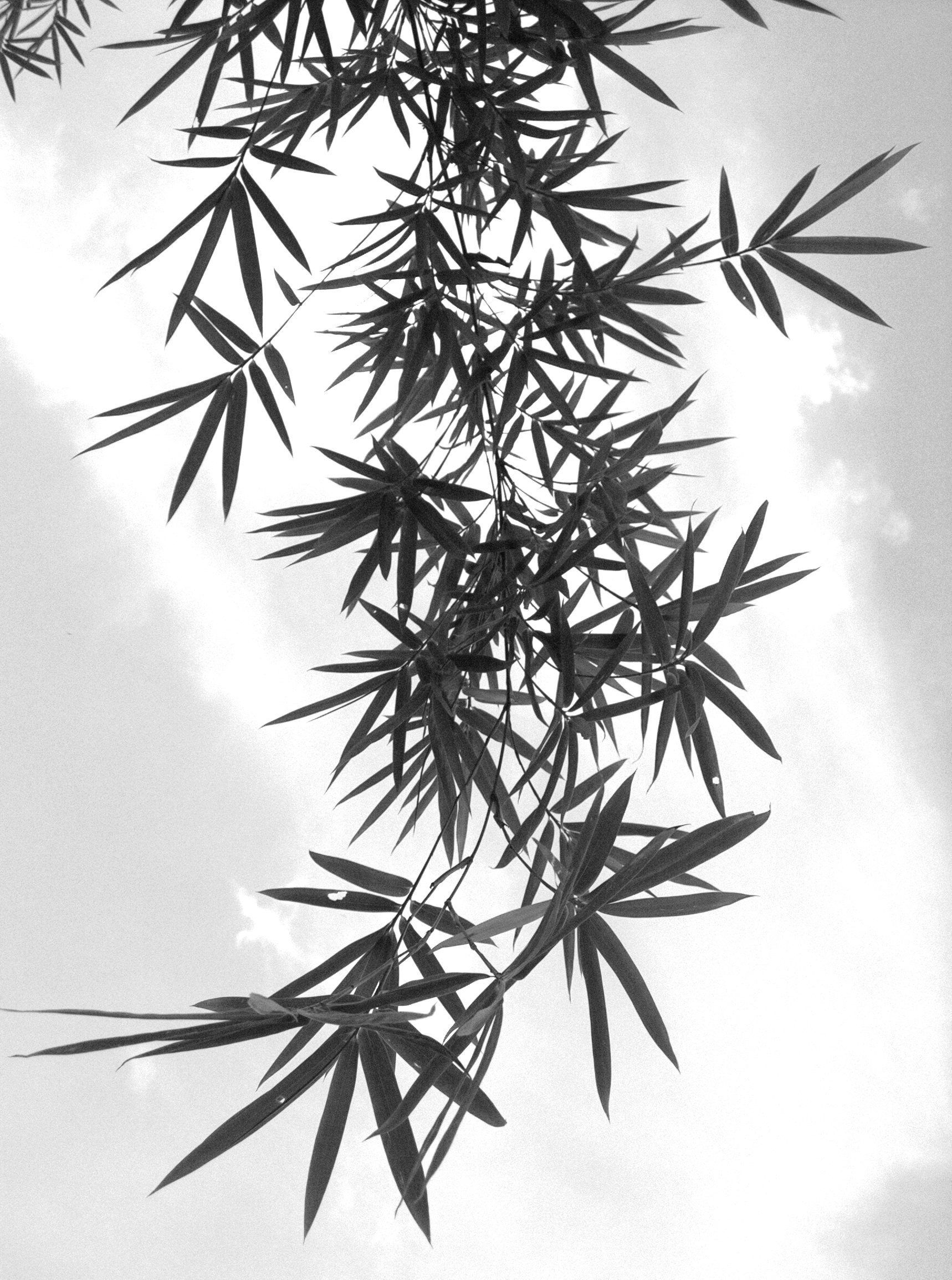
本图是逆光拍摄的一个例子，逆光拍摄的手法尤其擅长锐利鲜明地展现物体的轮廓。

在一般情况下摄影者应尽量避免在逆光条件下拍摄物体，但是有时候逆光产生的特殊效果也不失为一种艺术摄影的技法。

## 逆光的产生及对策
由于被摄主体恰好处于光源和照相机之间，所以就产生了背景亮度远远高于被摄主体的状况。由于背景在画面中所占的画幅要大于被摄主体，所以傻瓜照相机的自动曝光检测程序会命令照相机按照背景的光线状况曝光，使得被摄主体曝光不充分继而导致摄影失败。
逆光条件大大增加了傻瓜照相机自动曝光的难度，所以在一般情况下摄影者应尽量避免在逆光条件下拍摄物体。
不过还是有一些方法可以逆光条件下避免摄影失败的发生。如果被摄主体距离照相机距离不远，摄影师通常会打开闪光灯以提高被摄主体的亮度；如果主体物体距离照相机的距离超过了闪光灯的有效范围，可以采用二次曝光的方法拍摄。

## 在艺术摄影中的应用
虽然逆光条件增加了摄影的难度，但是逆光情况有时也可用于某些艺术创作。技艺高超摄影师往往利用逆光达到某种不同寻常的视觉效果，如逆光拍摄的手法尤其擅长锐利鲜明地展现物体的轮廓。例如剪影效果、光环效果等。

## 外部連結
- 维基共享资源上的相關多媒體資源：剪影